# Yvonne Yung
Yvonne Yung, de son vrai nom Yung Hung (翁虹, née le 17 septembre 1968), est une actrice hongkongaise connu pour ses nombreux rôles dans des films de Catégorie III (interdits aux moins de 18 ans).

## Biographie
Yung commence comme mannequin et danseuse. Elle concourt pour Miss Asie Pacifique en 1989 et est la représentante de Hong Kong au concours de Miss Monde 1989.
Elle est ensuite apparue dans de nombreux films de Catégorie III comme A Chinese Torture Chamber Story (en), Ancient Chinese Whorehouse (en), Romance of the Vampires ou Fake Pretty Woman. En 2001, elle se retire du cinéma mais continue à faire des apparitions dans des séries télévisées.
Son premier mariage en 2003 avec Ng Wai-kit, vice-président d'un casino américain, finit par un divorce en 2005.
En janvier 2007, Yung se marie avec Will Liu Lunhao, un entraîneur de gymnastique, et donne naissance à une fille appelée Crystal en octobre de la même année. En 2009, elle et Liu sont nommés portes-parole de la campagne du gouvernement chinois pour alerter au danger des maladies sexuellement transmissibles.

## Filmographie partielle
- Dances with Dragon (1991)
- Freedom Run Q (1992)
- Temptation of the Spiritual World (1992)
- Don't Stop My Crazy Love For You (1993)
- Guns Of Dragon (1993)
- My Pale Lover (1993)
- My Virgin (1993)
- Sexy Story (1993)
- Combats de maître (1994)
- A Chinese Torture Chamber Story (1994)
- Ancient Chinese Whorehouse (1994)
- The Power of Money (1994)
- Romance of the Vampires (1994)
- Sex and the Emperor (1994)
- Bloody Brothers (1994)
- Fatal Obsession (1994)
- The Tragic Fantasy - Tiger of Wanchai (1994)
- The Wild Lover (1994)
- Black Dream (1995)
- A Fake Pretty Woman (1995)
- Spike Drink Gang (1995)
- Lover of the Last Empress (1995)
- Hero of Swallow (1996)
- The Jail in Burning Island (1997)
- Walk In (1997)
- Exodus from Afar (1998)
- Nightmare Zone (1998)
- Undercover Girls (1999)
- Yvonne Yung: Fantastic Dream Japanese Vacation (2001) [Vidéos de photos]
- Freaky Story (2002)
- The Murderer is My Wife (2003)
- Return of Devil (2003)
- Twin of Brothers (2004)
- The Great Dunhuang (2006)
- Tales of Two Cities (2012)
- All for Love (2012)
- Born to Love You (2013)
- Fighting (2014)
- Town of the Dragon (2014)
- Give Seven Days (2014)
- Like Life (2016)
- Hello Love (2019)